# ラジ・リ
ラジ・リ （Ladj Ly、1978年1月3日 - ） は、フランスの映画監督、脚本家、俳優。マリ共和国出身。

## 略歴
ラジ・リの両親はマリ共和国の出身であり、自身もマリ共和国の生まれである。3歳の頃、フランスの首都パリ郊外のモンフェルメイユに移り住み、以後は、そこで育った。父親は清掃夫で、母親は専業主婦であった。友人のキム・シャピロンとロマン・ガヴラスが1995年に立ち上げたアーティスト集団「クルトラジメ」に参加し、1997年には、初の監督作品となる短編映画『モンフェルメイユ・レ・ボスケ』（Montfermeil Les Bosquets ）を制作した。
2005年のパリ郊外暴動事件の後、暴動の発端となった、2人のアフリカ系少年が警察からの逃亡中に変電施設で感電死した事故に強い衝撃を受け、2007年、ドキュメンタリー映画『365ジュール・ア・クリシー＝モンフェルメイユ』（365 jours à Clichy-Montfermeil ）を制作した。その後も映画の制作を続け、2017年の短編フィクション映画『レ・ミゼラブル』（Les Misérables ）は、クレルモン＝フェラン国際短編映画祭でCanal+賞を受賞し、第43回セザール賞では短編映画賞にノミネートされ、高く評価された。また、第43回セザール賞では、2017年にステファン・デ・フレイタス（Stéphane de Freitas ）と共同で監督した長編ドキュメンタリー映画『ア・ボワ・オート -ラ・フォルス・ド・ラ・パロル-』（À voix haute : La Force de la parole ）もドキュメンタリー映画賞にノミネートされた。2019年、監督としては初の長編フィクションとなった映画『レ・ミゼラブル』は、文豪ヴィクトル・ユーゴーの名作『レ・ミゼラブル』と同名タイトルを冠するとともに、ユーゴーが描いた19世紀と変わらぬ21世紀のフランス社会の葛藤を描き、第72回カンヌ国際映画祭で審査員賞を受賞、第45回セザール賞では作品賞・観客賞・新人男優賞・編集賞の4賞に輝き、第92回アカデミー賞では国際長編映画賞にノミネートされるなど、世界的に高い評価を受けた。

## 映像作品

### 監督作品（ドキュメンタリー）
- 365 jours à Clichy-Montfermeil （2007年）
- 365 jours au Mali （2014年。Saïd Belktibiaと共同監督[7]）
- À voix haute : La Force de la parole （2016年。テレビ版[8][9]。ステファン・デ・フレイタスと共同監督）
- À voix haute : La Force de la parole （2017年。映画用の長編作品で109分ある。ステファン・デ・フレイタスと共同監督）
- Chroniques de Clichy-Montfermeil （2017年。JRと共同監督[10]）

### 監督作品（フィクション）
- Go Fast Connexion （2008年。短編映画[11]）
- Les Misérables （2017年。短編映画）
- 『レ・ミゼラブル』 - Les Misérables （2019年。長編映画）
- 『バティモン5』-Bàtiment5(2023年．長編映画　105分)

### 出演作品
- 『変人村』- Sheitan （2006年。キム・シャピロン監督作品。ラジ役）
- Notre jour viendra （2010年。ロマン・ガヴラス監督作品。ビデオチャットの若者役）
- Le Monde est à toi （2018年。ロマン・ガヴラス監督作品。Paoudré役）
- Sakho & Mangane （2019年。Jean-Luc Herbulot監督のテレビシリーズ。ヴィクトール役）

## 書籍
- 28 millimètres: Portrait d’une generation （2006年、Éditions Alternatives）
  - 写真家JRによる写真集。文章をラジ・リ、序文をヴァンサン・カッセルが担当している[12]。

## 受賞歴
- アルメリア国際映画祭
  - 2017年 - 芸術監督賞（『Les Misérables 』）: 受賞
- クレルモン＝フェラン国際短編映画祭
  - 2017年 - Canal+賞（『Les Misérables 』）: 受賞
- フェスティバル・2・ヴァランシエンヌ（Festival 2 Valenciennes ）
  - 2017年 - 学生賞（『À voix haute : La Force de la parole 』）: 受賞
- アート・フォー・ピース・フェスティバル（Art for Peace Festival ）
  - 2018年 - 作品賞（『Les Misérables 』）: 受賞
- セザール賞
  - 2018年（第43回セザール賞）
    - ドキュメンタリー映画賞（『À voix haute : La Force de la parole 』）: ノミネート
    - 短編映画賞（『Les Misérables 』）: ノミネート

  - 2020年（第45回セザール賞）
    - 作品賞（『レ・ミゼラブル』）: 受賞
    - 監督賞（『レ・ミゼラブル』）: ノミネート
    - オリジナル脚本賞（『レ・ミゼラブル』）: ノミネート
    - 第一回作品賞（『レ・ミゼラブル』）: ノミネート
    - 観客賞（『レ・ミゼラブル』）: 受賞
- カンヌ国際映画祭
  - 2019年（第72回カンヌ国際映画祭）
    - 審査員賞（『レ・ミゼラブル』）: 受賞
- リュミエール賞
  - 2020年（第25回リュミエール賞）
    - 作品賞（『レ・ミゼラブル』）: 受賞
    - 脚本賞（『レ・ミゼラブル』）: 受賞